# World Oza
La Toyota-Denso Cup – World Oza è stata una competizione internazionale di Go.

## Descrizione
Il torneo è sponsorizzato dalla casa automobilistica Toyota e dal produttore di componenti Denso. Inaugurato nel 2002, è terminato nel 2009. Il suo nome è un riferimento all'Ōza, un importante titolo nazionale giapponese. Nel 2009, la Nihon Ki-in ha confermato che la Toyota & Denso Cup World Go Oza è stata annullata dagli sponsor.
Il torneo si teneva ogni due anni. I primi turni erano a eliminazione diretta, con la finale al meglio delle tre partite a partire dalla seconda edizione; il tempo di riflessione era di 3 ore, con komi di 5,5 nella prima edizione, di 6,5 nelle successive. La borsa del vincitore era di 30.000.000 yen (€ 240.000) e un'auto Toyota nuova del valore di 10.000.000 yen (€ 80.000).

## Partecipanti
La competizione prevedeva la partecipazione di 32 goisti dai seguenti paesi e regioni:
- 10 dal Giappone
- 7 dalla Repubblica Popolare Cinese
- 7 dalla Corea del Sud
- 1 dalla Repubblica di Cina
- 3 dall'Europa
- 2 dal Nord America
- 3 dal resto dell'Asia / Oceania / Africa
- 1 dal Sud America

## Albo d'oro
| Anno      | Vincitore    | Punteggio | Finalista   |
| --------- | ------------ | --------- | ----------- |
| 2002-2003 | Lee Chang-ho | 1–0       | Chang Hao   |
| 2004-2005 | Lee Se-dol   | 2–1       | Chang Hao   |
| 2006-2007 | Lee Se-dol   | 2–1       | Cho U       |
| 2008-2009 | Gu Li        | 2–0       | Piao Wenyao |